# Insalata russa
L'insalata russa è una nota insalata composta di verdure miste cotte e crude; è servita come antipasto freddo o come contorno. È costituita da verdure lessate (patate tagliate a dadini, piselli, carote e sottaceti) e uova sode, il tutto condito con salsa maionese. Ne esistono numerose varianti, a seconda delle tradizioni locali e familiari, in cui si prevede l'aggiunta di ulteriori ingredienti. A dispetto del nome, è di origine assai controversa ed è diffusa in numerosi paesi del mondo.
Si cominciò a diffondere in Italia alla fine dell'Ottocento come prova la ricetta inserita nel noto libro di cucina Re dei cuochi, nell'edizione del 1868. All'inizio del Novecento Pellegrino Artusi la inserì nella sua nota opera culinaria e Ada Boni la riportò nel Talismano della felicità nel 1929. Negli anni Trenta del Novecento era ormai un piatto popolare in tutta Italia.

## Il nome e l'origine
Esistono molte ipotesi sull'origine dell'insalata russa, riportate dalle varie fonti. La difficoltà di risalire all'origine di questo piatto risiede anche nelle ricette, alcune molto diverse tra loro, con le quali esso viene preparato nei vari paesi.
Sebbene prevalga l'idea che la ricetta originale sia stata preparata dal cuoco belga Lucien Olivier intorno al 1860, un'insalata simile esisteva già prima con il nome di "russa". Nel libro di ricette The Modern Cook dello chef anglo-italiano Charles Elmé Francatelli, pubblicato nel 1845, vi compare già una ricetta intitolata Russian salad (insalata russa) con astice, acciughe, tonno, granchio, gamberi, olive e capperi conditi con maionese.
Nel ricettario della Cuisine classique di Urbain Dubois ed Émile Bernard (1856) esiste anche un'altra versione dell'insalata russa sotto il nome di salade russe, in cui compaiono patate cotte oltre a barbabietole, sedano, cetrioli, cetriolini, capperi, acciughe, ravanelli e maionese.
Ci sono riferimenti all'insalata russa anche in un menù del libro La cocina moderna, según la escuela francesa y española (1861) del cuoco spagnolo Mariano Muñoz. Per questo è possibile azzardare che l'insalata russa fosse già una ricetta molto usata, conosciuta nel campo dell'alta cucina professionale a metà dell'Ottocento, soprattutto di origine francese (Francatelli ha studiato anche in Francia).
Nel libro La Gastronomie en Russie di Alphonse Petit (1860), dedicato alla cucina russa, la preparazione di quest'insalata non è nemmeno spiegata, sebbene sia citata sei volte in tutto il ricettario come guarnizione, implicitamente tanto conosciuta dai lettori francesi che il suo autore non ha ritenuto necessario dettagliare la sua formulazione.
Origine belgo-russa (Ottocento)
In russo, questo piatto è chiamato "insalata Olivier" (in russo салат Оливье?, salat Oliv'e) o semplicemente "Olivier" (in russo Оливье?, Oliv'e).
Secondo molte fonti, infatti, sarebbe stata creata intorno alla seconda metà dell'Ottocento da Lucien Olivier, cuoco russo di origine belga, nelle cucine dell'elegante e prestigioso ristorante Hermitage (in russo Эрмитаж?, Ėrmitaž) di Mosca, che rimase aperto per più di cinquant'anni, dal 1864 al 1917, anno della Rivoluzione russa, proponendo piatti della tradizione francese adattati al gusto russo; fu quasi un'istituzione della capitale russa e teatro di banchetti ufficiali, come quello del matrimonio di Čajkovskij o quello in onore di Dostoevskij. L'insalata russa era il piatto simbolo del locale, ed era preparata con una ricetta assai diversa da quella poi diffusasi in seguito; secondo alcune fonti gli ingredienti originali erano infatti: 
- carne fredda, lingua fredda, salsiccia, prosciutto, tartufo, aspic e decorazione di capperi e filetti d'acciughe sotto sale[6];

secondo altre fonti gli ingredienti invece erano:
- pernici, patate lesse, uova sode, cetrioli sottaceto, tartufi neri, gamberi di fiume, cubetti di gelatina, sottaceti (cetriolini, capperi e olive verdi).[7]

Il piatto nel complesso era dunque assai diverso dall'insalata russa preparata attualmente in Italia.
Il ristorante, visto il successo del piatto, desiderava mantenerne l'esclusiva e cercò di tenere la ricetta segreta. In seguito, secondo alcune fonti, all'inizio del XX secolo un dipendente dell'Hermitage, andando a lavorare presso un altro ristorante, comunicò la ricetta al nuovo padrone, che cominciò così a servire il piatto con il nome di "insalata della capitale" (in russo столичный салат?, stoličnyj salat; si ricordi che la capitale dell'Impero russo era San Pietroburgo), che però non riuscì a competere con quella originale, preparata con ingredienti di maggior qualità (in particolare francesi: aceto di vino francese, senape e olio d'oliva della Provenza). Successivamente, la ricetta fu pubblicata da alcune case editrici, diffondendosi così sempre più. Una volta diffusasi la ricetta, il piatto subì un'evoluzione che lo portò gradualmente ad assomigliare a quello che si prepara nel ventunesimo secolo. 

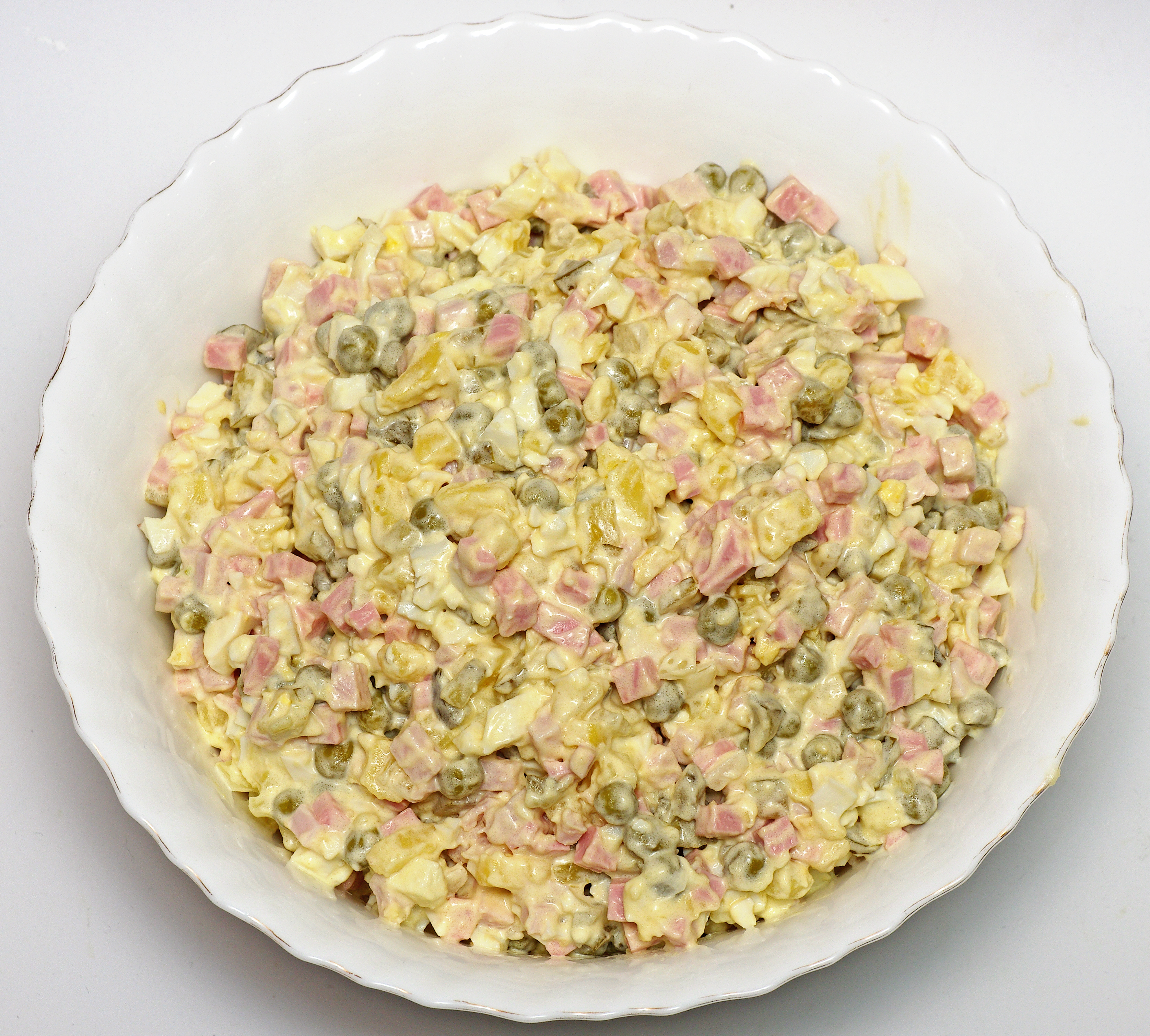
Insalata russa

Origine franco-russa (periodo napoleonico).
Secondo un'ipotesi, questa insalata si chiama russa perché, durante l'invasione francese in Russia, un politico francese, Lucien Olivier (e dunque omonimo del cuoco dell'ipotesi precedente), l'aveva introdotta nel paese, dove ancora continua infatti a chiamarsi Insalata Olivier. 
Origine italiana (Cinquecento)
Secondo alcuni studiosi, però, prima di arrivare in Russia, tale insalata si era diffusa in Francia nel periodo di Caterina de' Medici, trasferitasi nel paese transalpino nel 1533 con i propri cuochi al seguito; essi introdussero alcune ricette della loro patria; il piatto (ma non il suo nome) avrebbe in questo caso un'origine italiana.
Origine italiana (piemontese)
In Piemonte esisteva nell'800 una insalata rusa (cioè rossa) che prevedeva l'uso di barbabietole. Secondo alcune fonti, il piatto sarebbe stato proposto da un cuoco di corte dei Savoia, in occasione della visita dello zar Nicola II in Italia, nell'ottobre del 1909. Il piatto sarebbe stato preparato con l'aggiunta di prodotti comunemente coltivati in Russia come le carote e soprattutto le patate; la ricetta non prevedeva l'uso della maionese ma della panna, che voleva rappresentare la neve, tipica del clima russo. Lo zar avrebbe poi portato con sé la ricetta e il piatto sarebbe divenuto rapidamente molto noto. Successivamente, secondo questa versione, si sarebbe diffusa in Europa ma modificata con l'uso della maionese al posto della panna e l'eliminazione delle barbabietole.
In Francia è popolare una "Insalata piemontese" che prevede, forse in sostituzione delle barbabietole, l'uso di pomodori freschi, con uova sode, sottaceti e prosciutto cotto conditi con maionese e senape. 
Origine italiana
L'insalata russa come si prepara in Italia spesso ha poco a che vedere con quella preparata in Russia e ciò dipende, secondo un'altra ipotesi sull'origine del nome, dal fatto che il termine "russa" non si riferirebbe alla provenienza dalla Russia, ma deriverebbe da "servizio alla russa", ossia un tipo di pasto in cui le portate venivano servite tutte insieme sulla tavola.
Origine italo-polacca
Secondo ulteriori fonti, il piatto sarebbe stato una creazione di Bona Sforza, che lo introdusse in Polonia, dove sarebbe poi stato modificato.

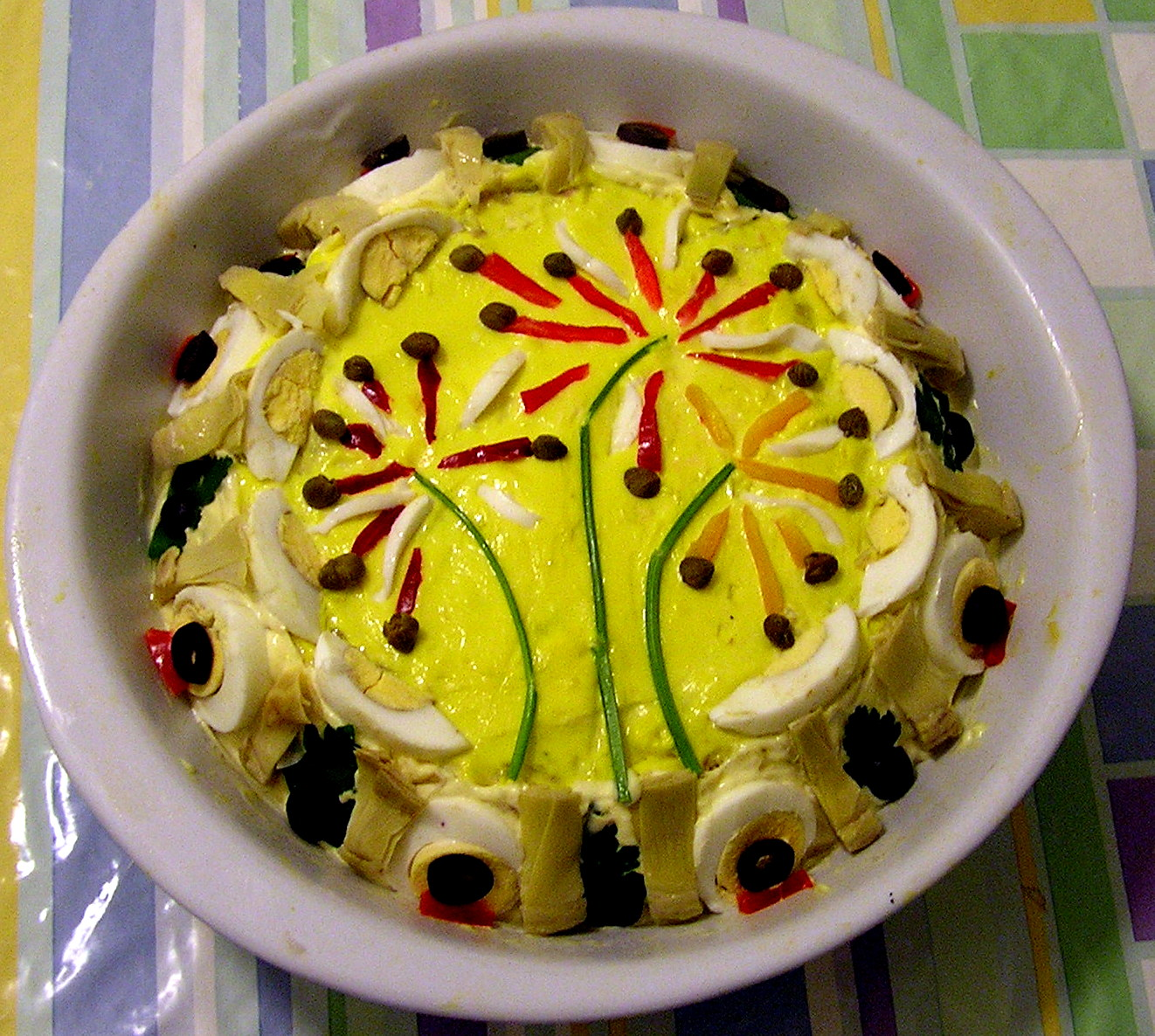
Insalata russa ricoperta di maionese e con guarnizioni

## L'insalata russa e il suo nome nei vari paesi del mondo
Nella Russia degli zar l'insalata Olivier era un piatto per ricchi, ma durante il periodo sovietico divenne un piatto popolare e molto più economico, adottando una variante che prevede molte verdure e salumi al posto del più costoso pesce. Durante questo periodo divenne un antipasto comune nei pranzi festivi russi, tipico soprattutto della cena della vigilia di Capodanno, detta Novyj God (in russo Новый Год?), accompagnata da spumante locale e mandarini del Marocco, ed è ancora uno dei piatti più diffusi in Russia.
L'insalata russa è un piatto molto amato anche nelle repubbliche dell'ex Unione Sovietica, dove è caratteristico l'uso di una buona quantità di pollo.
Il piatto è preparato in vari paesi, dove viene generalmente indicato con nomi a volte riferiti ad un paese estero, per suggerire esotismo e festa; così è chiamata "insalata italiana" in Danimarca, Norvegia e Finlandia; in Germania a volte è chiamata "insalata Olivier", altre volte "insalata italiana"; in Russia "insalata alla Olivier" (è caduto in disuso il termine "insalata della capitale"); in Iran "insalata di Olivier"; nei Paesi Bassi "insalata degli Ussari" o di Nikola Blaseb (dal nome del celebre condottiero); in Lituania "insalata bianca"; in Francia, Italia, Portogallo, Spagna e nei paesi dell'ex Impero ottomano (Bosnia-Erzegovina, Albania, Bulgaria, Grecia, Serbia, Turchia) "insalata russa"; in Romania salată de boeuf ("insalata di manzo") o salată rusească ("insalata russa") o insalata Olivier; in Croazia, Slovenia e Ungheria "insalata francese".

## Varianti
L'insalata russa ha numerose varianti, a seconda delle tradizioni regionali e anche di quelle familiari; in esse si aggiungono alla ricetta di base altri ingredienti, anche in misura consistente: l'uovo sodo a dadini, tocchi di pollo, dadi di prosciutto cotto, tonno sott'olio, capperi e acciughe, sottaceti. Questi ingredienti, nelle diverse varianti, sono aggiunti alla ricetta di base singolarmente o anche insieme.